# Poprad
Pour la rivière parcourant la Slovaquie et la Pologne, voir Poprad (rivière).
Poprad ( appelée Poprád en hongrois et Deutschendorf en allemand) est une ville du nord de la Slovaquie.
Poprad est connue pour son centre-ville historique ainsi que comme point d'accès aux Tatras.

## Géographie
La ville est située au pied des Hautes Tatras et est irriguée par la rivière Poprad.
Poprad compte plus ou moins 50 000 habitants.

## Histoire
Le territoire occupé aujourd'hui par la ville a été colonisé et occupé par les Allemands au XIIIe siècle qui y construisent la première ville. De 1412 à 1770, Poprad est la capitale d’un Spiš du Royaume de Hongrie (dont la Slovaquie fait partie du XIe siècle jusqu’en 1918.
La première référence écrite au nom de « Poprad » date de 1256. À cette époque, elle n'est mentionnée que comme l'une d'un groupement de villes voisines (qui aujourd'hui se sont regroupées).
En 1999, Poprad est candidate à l’organisation des Jeux olympiques d'hiver de 2006.
En 2008, la reine Elisabeth visite Poprad.

## Démographie

### Évolution de la population
| Année:               | 1994.  | 2004.   | 2014.   | 2024.   |
| -------------------- | ------ | ------- | ------- | ------- |
| Nombre de personnes: | 54 803 | 55 404  | 52 316  | 48 352  |
| Différence:          |        | +1,09 % | -5,57 % | -7,57 % |

| Année:               | 2023.  | 2024.   |
| -------------------- | ------ | ------- |
| Nombre de personnes: | 48 741 | 48 352  |
| Différence:          |        | -0,79 % |

## Transport
La gare de Poprad-Tatry est le point de départ du Tatranská elektrická železnica (ligne de chemin de fer des Tatras). La ville est située sur la ligne Prague - Košice et Bratislava - Košice.
L'Aéroport Poprad-Tatry se situe sur le territoire de la ville.

## Divisions territoriales
La ville est divisée en six quartiers distincts :
1. Staré Mesto (la vieille ville)
2. Spišská Sobota
3. Stráže
4. Veľká
5. Matejovce
6. Kvetnica

## Célébrités
- Peter Bondra, joueur de hockey sur glace, a grandi à Poprad.
- Daniela Hantuchová, joueuse de tennis, est née en 1983 à Poprad.
- Pavol Hurajt, biathlète slovaque, est né en 1978 à Poprad.
- Peter Almásy, joueur de hockey sur glace, est né le 11 février 1961 à Poprad.

## Galerie

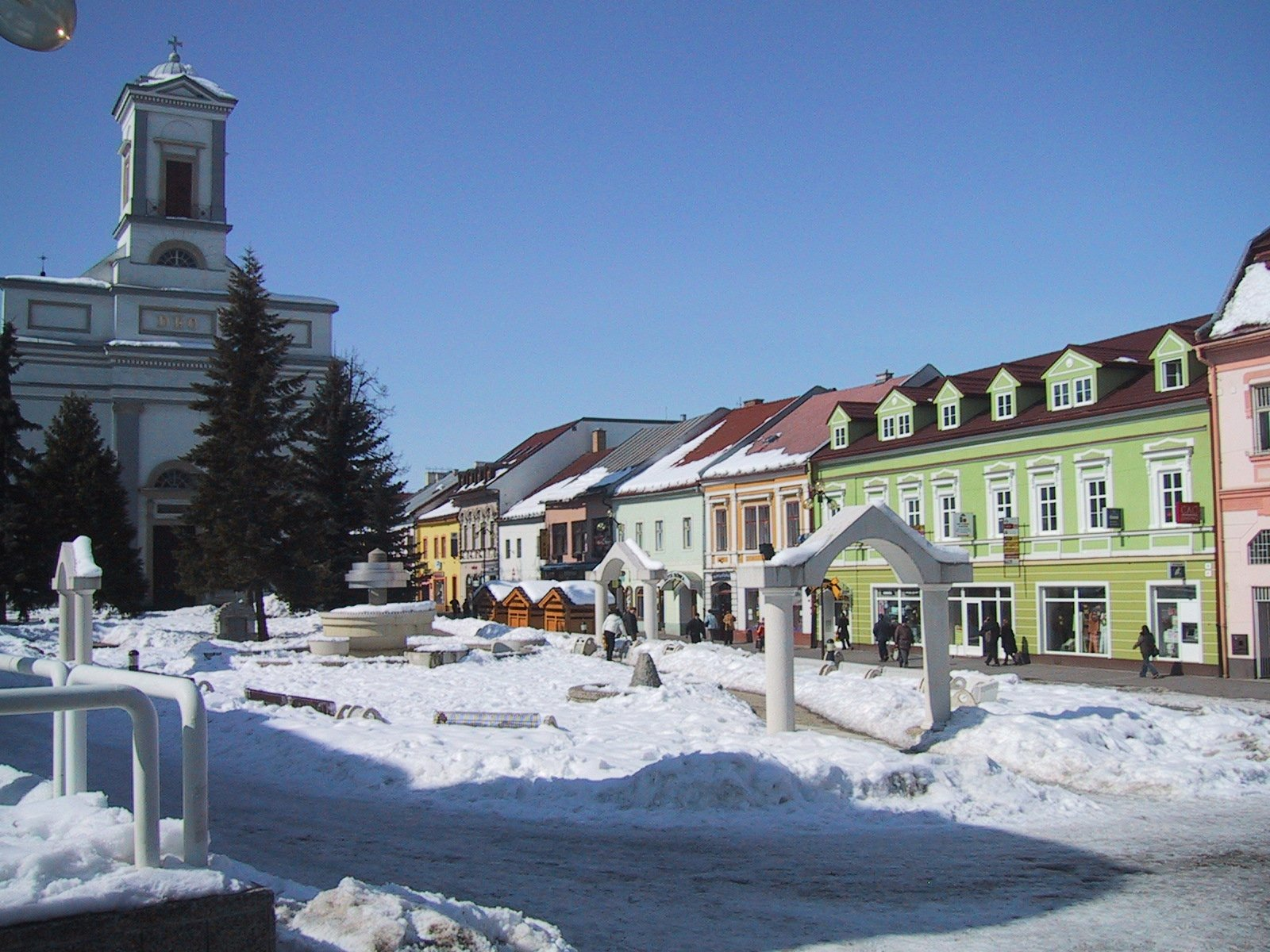
Centre-ville.
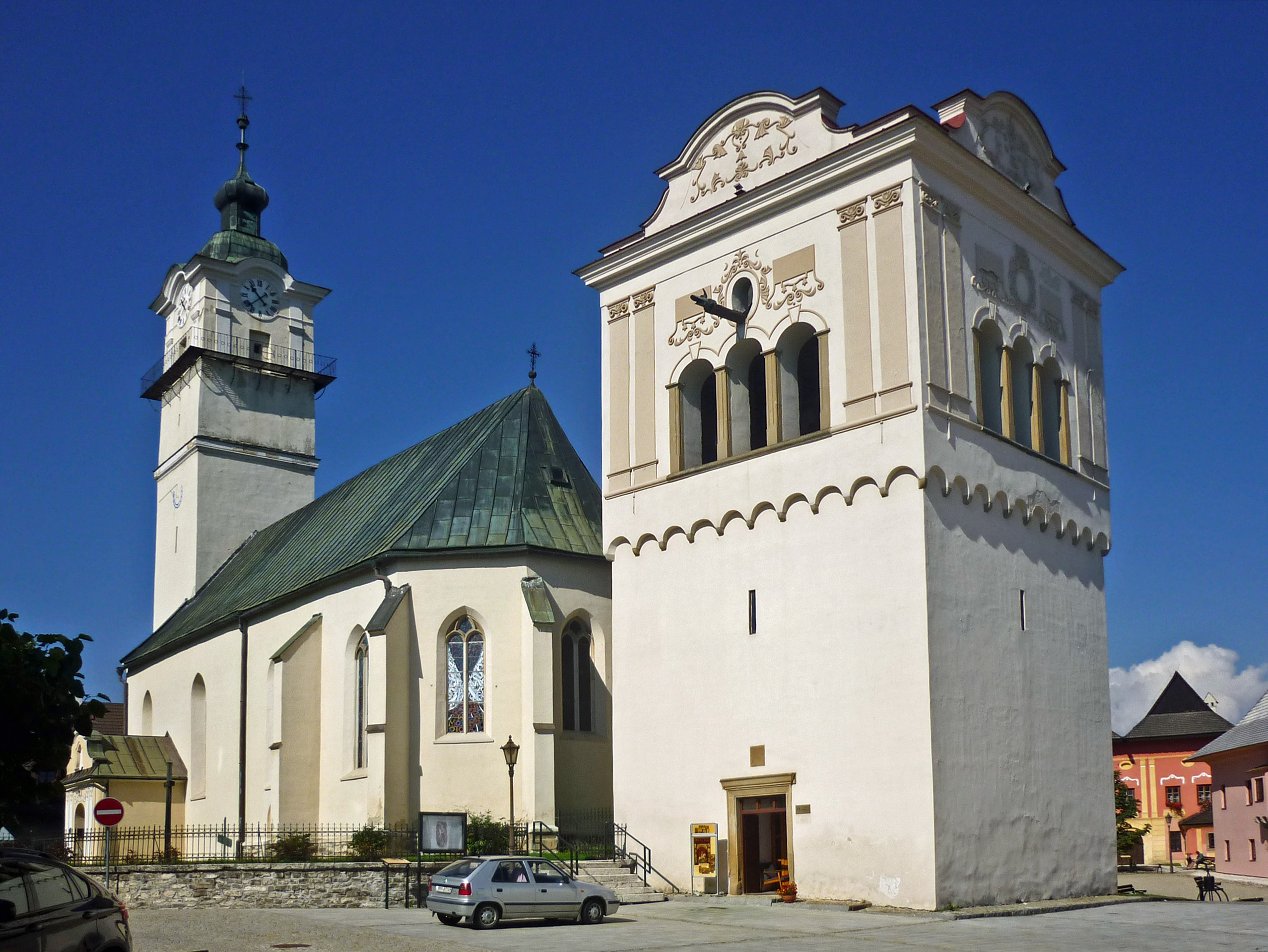
Église à Poprad.

## Jumelages
La ville de Poprad est jumelée avec :
- Vysoké Tatry (Slovaquie)
- Zakopane (Pologne)
- Ústí nad Orlicí (Tchéquie)
- Szarvas (Hongrie)
- Zwijndrecht (Pays-Bas)
- Omiš (Croatie)